# Le Gault-Soigny
Le Gault-Soigny  là một xã thuộc tỉnh Marne trong vùng Grand Est đông nam nước Pháp. Xã này nằm ở khu vực có độ cao trung bình 194 mét trên mực nước biển.